# موتيسية قصيرة الأزهار
موتيسية قصيرة الأزهار (الاسم العلمي:Mutisia breviflora) هو نوع نباتي يتبع جنس الموتيسية من فصيلة النجمية.